# (9651) Arii-SooHoo
(9651) Arii-SooHoo (1996 AJ) – planetoida z pasa głównego asteroid okrążająca Słońce w ciągu 3,84 lat w średniej odległości 2,45 j.a. Odkryta 7 stycznia 1996 roku.